# 佐藤一雄
佐藤 一雄（さとう かずお、1957年〈昭和32年〉12月 - ）は、日本の農林水産官僚。第48代水産庁長官。農畜産業振興機構理事長。長野県出身。

## 人物
1957年長野県に生まれる。長野県上田高等学校を経て、早稲田大学法学部を卒業し、1981年農林水産省入省。藤本孝雄農林水産大臣秘書官事務取扱、畜産局畜産総合対策室長を経て、2000年畜産局畜産経営課長となる。その後各課長を経て、2006年官房三課長の大臣官房文書課長となる。2008年畜産部長に昇進。生産局長、官房長を経て、水産庁長官となる。保守本流の畜産局・生産局が長く次官候補のエースであったが、2017年辞職となる。

## 略歴
- 早稲田大学法学部卒業
- 1981年（昭和56年）4月：農林水産省入省
- 1996年（平成8年）：農林水産大臣秘書官事務取扱
- 農林水産省畜産局畜政課畜産総合対策室長
- 2000年（平成12年）4月：農林水産省畜産局畜産経営課長
- 2001年（平成13年）1月：農林水産省経営局構造改善課長
- 農林水産省消費・安全局消費・安全政策課長
- 2004年1月13日：農林水産省生産局畜産部食肉鶏卵課長
- 2006年1月：農林水産省大臣官房文書課長
- 2008年7月：農林水産省生産局畜産部長
- 2011年8月：農林水産省大臣官房総括審議官兼内閣官房内閣審議官（内閣総務官室）
- 2012年9月：農林水産省生産局長
- 2014年7月：農林水産省大臣官房長
- 2015年8月：水産庁長官
- 2017年7月：辞職
- 2018年4月：独立行政法人農畜産業振興機構理事長[4]
- 2023年3月：退任

## 参考資料
「農林水産省幹部職員名簿」 1996年～2017年